# Hypenagonia leucosticta
Hypenagonia leucosticta là một loài bướm đêm trong họ Erebidae.